# Albero di trasmissione

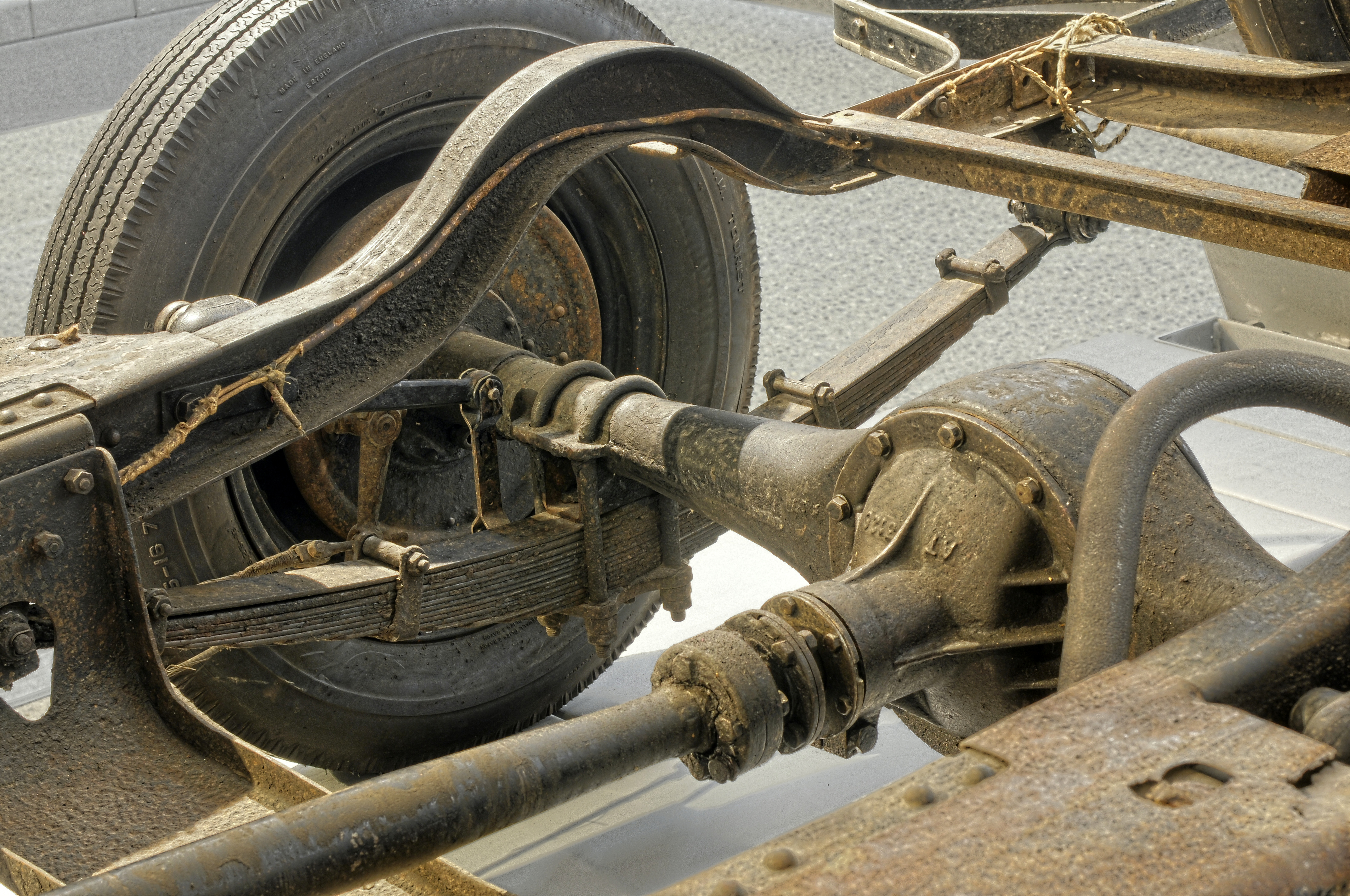
Dettaglio di un albero di trasmissione che si collega alla scatola del differenziale

L'albero di trasmissione è un dispositivo che trasferisce l'energia prodotta dal motore alle ruote motrici. Collega il cambio al differenziale. In genere è costituito da albero con giunti cardanici. Si utilizza sulle vetture che hanno motore anteriore e trazione posteriore.
L'energia trasferita si definisce in coppia cinematica, gli alberi di trasmissione sono soggetti a torsione e sollecitazione a taglio, equivalenti alla differenza tra la coppia in entrata e il carico. La coppia in entrata deve essere sempre superiore al carico da spostare ed abbastanza forte da sopportare lo stress, più aumenta il carico da spostare maggiore sarà l'inerzia.
Per consentire variazioni nell'allineamento e nella distanza tra i componenti di comando e guida, gli alberi di trasmissione spesso incorporano uno o più giunti universali, giunti elastici e talvolta giunti scanalati o giunti prismatici.

## Storia
Il termine albero motore apparve per la prima volta durante la metà del XIX secolo. Nella ristampa del brevetto di Stover del 1861 per una piallatrice e una macchina di abbinamento, il termine è usato per indicare l'albero a cinghia attraverso il quale la macchina è guidata. Il termine non è usato nel suo brevetto originale.
Un altro uso precoce del termine avviene nella ristampa del brevetto 1861 per la Watkins e Bryson la falciatrice. In questo caso, il termine si riferisce alla potenza di trasmissione dell'albero dalle ruote della macchina al treno di ingranaggi che lavora il meccanismo di taglio.
Nel 1890, il termine iniziò ad essere usato in un modo più vicino al senso moderno. Nel 1891, ad esempio, Battles si riferiva all'albero tra la trasmissione e la guida dei camion della sua locomotiva Climax come l'albero di trasmissione, e Stillman si riferiva all'albero che collega l'albero a gomiti all'albero posteriore della sua bicicletta azionata da un albero come un albero di trasmissione.
Nel 1899, Bukey usò il termine per descrivere l'albero che trasmette potenza dalla ruota al macchinario condotto da un giunto universale nel suo cavallo-potenza. Nello stesso anno, Clark descrisse il suo Velocipede marino usando il termine per riferirsi alla potenza di trasmissione dell'albero a ingranaggi attraverso un giunto universale all'albero dell'elica. Crompton usò il termine per riferirsi all'albero tra la trasmissione del suo veicolo a motore a vapore del 1903 e l'asse motore.
La pionieristica industria automobilistica, Autocar, è stata la prima a utilizzare un albero motore in un'auto a benzina. Costruito nel 1901, oggi questo veicolo fa parte della collezione della Smithsonian Institution.

## Albero di trasmissione automobilistico

### Veicoli
Un'automobile può utilizzare un albero longitudinale di erogare potenza da un motore / trasmissione all'altra estremità del veicolo prima che va alle ruote. Una coppia di alberi di trasmissione corti viene comunemente utilizzata per inviare energia da un differenziale centrale, trasmissione o transaxle alle ruote.

### Motore anteriore a trazione posteriore
Nei veicoli con motore anteriore a trazione posteriore, è necessario un albero di trasmissione più lungo per inviare potenza per la lunghezza del veicolo. Due forme dominano: il tubo di torsione con un unico giunto universale e la più comune unità Hotchkiss con due o più giunti. Questo sistema divenne noto come Système Panhard dopo la società automobilistica Panhard et Levassor che lo brevettò.
La maggior parte di questi veicoli ha una frizione e un cambio (o una trasmissione) montati direttamente sul motore, con un albero di trasmissione che porta a una trasmissione finale nell'asse posteriore. Quando il veicolo è fermo, l'albero di trasmissione non ruota. Alcuni veicoli (generalmente auto sportive, più comunemente Alfa Romeo o Porsche 924/944/928), che cercano un miglior bilanciamento del peso tra anteriore e posteriore, utilizzano un cambio posteriore. In alcuni modelli non Porsche, questo posiziona la frizione e la trasmissione nella parte posteriore dell'auto e dell'albero di trasmissione tra loro e il motore. In questo caso l'albero di trasmissione ruota continuamente con il motore, anche a vettura ferma e senza marcia. Tuttavia, i modelli Porsche 924/944/928 hanno la frizione montata sul retro del motore in un alloggiamento della campana e l'albero di trasmissione dall'uscita della frizione, situato all'interno di un tubo di coppia di protezione cavo, trasferisce la potenza al cambio posteriore montato (trasmissione + differenziale). Quindi l'albero della Porsche ruota solo quando le ruote posteriori girano poiché la frizione montata sul motore può disaccoppiare la rotazione dell'albero motore dall'albero di trasmissione. Pertanto, per Porsche, quando il conducente utilizza la frizione mentre si sposta rapidamente verso l'alto o verso il basso (cambio manuale), il motore può girare liberamente con l'ingresso del pedale dell'acceleratore del conducente, poiché con la frizione disinnestata, l'inerzia del motore e del volano è relativamente bassa e non è gravata dall'inerzia rotazionale aggiunta dell'albero di trasmissione. Il tubo di torsione Porsche è solidamente fissato sia all'alloggiamento della campana del motore sia alla scatola del cambio-differenziale, fissando la lunghezza e l'allineamento tra l'alloggiamento della campana e il cambio-differenziale e minimizzando notevolmente la coppia di reazione della trazione posteriore dalla torsione del cambio-differenziale su qualsiasi piano.
Un albero di trasmissione che collega un differenziale posteriore a una ruota posteriore può essere chiamato semialbero. Il nome deriva dal fatto che per formare un asse posteriore sono necessari due alberi di questo tipo.
Le prime automobili usavano spesso meccanismi di trasmissione a catena o di trasmissione a cinghia anziché un albero di trasmissione. Alcuni hanno utilizzato generatori e motori elettrici per trasmettere energia alle ruote.

### Trazione anteriore
Nell'inglese britannico , il termine "albero di trasmissione" è limitato a un albero trasversale che trasmette potenza alle ruote, in particolare alle ruote anteriori. Un albero di trasmissione che collega il cambio a un differenziale posteriore è chiamato albero di trasmissione. Un gruppo albero di trasmissione è costituito da un albero di trasmissione, un giunto scorrevole e uno o più giunti universal. Quando il motore e gli assi sono separati l'uno dall'altro, come sui veicoli a trazione integrale e a trazione posteriore, è l'albero dell'elica che serve a trasmettere agli assi la forza motrice generata dal motore.
Diversi tipi di alberi di trasmissione sono utilizzati nell'industria automobilistica:
- Albero di trasmissione monopezzo
- Albero di trasmissione in due pezzi
- Albero di trasmissione slip-in-tube

L'albero di trasmissione slip-in-tube è un nuovo tipo che migliora la sicurezza in caso di incidente. Può essere compresso per assorbire energia in caso di incidente, quindi è anche noto come albero motore pieghevole.

### Trazione integrale
Questi si sono evoluti dai progetti della trazione posteriore con motore anteriore. Una nuova forma di trasmissione chiamata scatola di trasferimento è stata posizionata tra trasmissione e trasmissioni finali in entrambi gli assi. Ciò ha diviso la trasmissione sui due assi e potrebbe anche includere riduttori, frizione o differenziale. Sono stati utilizzati almeno due alberi di trasmissione, uno dalla scatola di trasferimento a ciascun asse. In alcuni veicoli più grandi, la scatola di trasferimento era montata centralmente ed era guidata da un albero di trasmissione corto. Nei veicoli delle dimensioni di una Land Rover, l'albero di trasmissione sull'assale anteriore è notevolmente più corto e articolato in modo più marcato rispetto all'albero posteriore, rendendo più difficile la progettazione di un albero di trasmissione affidabile e che può comportare una forma più sofisticata di giunto universale.
Le moderne autovetture leggere con trazione integrale (in particolare Audi o Fiat Panda) possono utilizzare un sistema che ricorda più da vicino un layout di trazione anteriore. La trasmissione e la trasmissione finale per l'asse anteriore sono combinate in un alloggiamento accanto al motore, e un singolo albero di trasmissione percorre la lunghezza della vettura sull'asse posteriore.

### Ricerca e sviluppo
L'industria automobilistica utilizza anche alberi di trasmissione negli impianti di prova. In un banco prova motori viene utilizzato un albero di trasmissione per trasferire una determinata velocità o coppia dal motore a combustione interna a un dinamometro. Una "protezione dell'albero" viene utilizzata in corrispondenza di un collegamento dell'albero per proteggere dal contatto con l'albero di trasmissione e per il rilevamento di un guasto dell'albero. A un banco di prova della trasmissione un albero di trasmissione collega il motore principale con la trasmissione.

## Albero di trasmissione per motociclo
Gli alberi di trasmissione sono stati utilizzati sulle motociclette sin dalla prima guerra mondiale, come la motocicletta belga FN del 1903 e la motocicletta Stuart Turner Stellar del 1912. In alternativa alle trasmissioni a catena e cinghia, gli alberi di trasmissione offrono una lunga durata, pulizia e relativa manutenzione. Uno svantaggio dell'azionamento dell'albero su una motocicletta è che sono necessari ingranaggi elicoidali, ingranaggi conici a spirale o simili per trasformare la potenza di 90° dall'albero alla ruota posteriore, perdendo un po' 'di potenza nel processo.
La BMW produce motociclette con albero cardanico dal 1923; e Moto Guzzi hanno costruito V-gemelli con trasmissione ad albero dagli anni '60. La società britannica Triumph e i principali marchi giapponesi Honda, Suzuki, Kawasaki e Yamaha hanno prodotto motociclette con trasmissione ad albero.
I motorini Lambretta di tipo A fino al tipo LD erano azionati da alberi anche lo scooter NSU Prima era azionato da alberi.
I motori di motociclette posizionati in modo tale che l'albero a gomiti sia longitudinale e parallelo al telaio sono spesso utilizzati per motociclette azionate da alberi. Ciò richiede solo una rotazione di 90 ° nella trasmissione di potenza, anziché due. Le moto di Moto Guzzi e BMW, oltre alle serie Triumph Rocket III e Honda ST utilizzano tutte questa disposizione del motore.
I motocicli con trasmissione ad albero sono soggetti all'effetto dell'albero in cui il telaio sale quando viene applicata l'alimentazione. Questo effetto, che è l'opposto di quello mostrato dalle motociclette a catena, è contrastato con sistemi come il Paralever della BMW, il CARC di Moto Guzzi e la Leva di Tetra di Kawasaki.

## Albero di trasmissione marini
Su una nave a motore, l'albero di trasmissione o l'albero dell'elica, di solito collega l'elica all'esterno della nave al macchinario di guida all'interno, passando attraverso almeno una tenuta meccanica o un premistoppa dove interseca lo scafo. La spinta, la forza assiale generata dall'elica, viene trasmessa alla nave dal blocco di spinta o dal cuscinetto di spinta, che, in tutte le imbarcazioni tranne le più piccole, è incorporato nel motore principale o nel cambio.
La parte della trasmissione che si collega direttamente all'elica è nota come albero di coda.

## Albero di trasmissione per locomotiva
Le locomotive Shay, Climax e Heisler, tutte introdotte alla fine del XIX secolo, usavano le unità a penna per accoppiare la potenza di un motore multicilindrico montato centralmente a ciascuno dei camion che sostenevano il motore. Su ciascuna di queste locomotive a vapore con ingranaggi, un'estremità di ciascun albero di trasmissione era accoppiata al carrello motorizzato attraverso un giunto universale mentre l'altra estremità era alimentata dall'albero motore, dalla trasmissione o da un altro camion attraverso un secondo giunto universale. Una penna d'oca ha anche la capacità di scorrere longitudinalmente, variando efficacemente la sua lunghezza. Ciò è necessario per consentire ai carrelli di ruotare quando si passa una curva.
Gli alberi cardanici sono utilizzati in alcune locomotive diesel (principalmente diesel-idraulica, come British Rail Class 52) e in alcune locomotive elettriche (ad es. British Rail Class 91). Sono anche ampiamente utilizzati nelle unità multiple diesel.

## Albero di trasmissione per bicicletta
L'albero motore è stato un'alternativa alla trasmissione a catena in bicicletta per il secolo scorso, non diventando mai molto popolare. Una bicicletta azionata da un albero (o "Acatane", di un primo produttore) presenta numerosi vantaggi e svantaggi:

### Vantaggi
- È meno probabile che il sistema di azionamento si blocchi.
- Il ciclista non può essere sporcato dal grasso della catena o ferito dal "morso della catena" quando un abbigliamento o una parte del corpo si incastrano tra una catena non protetta e un pignone.
- Manutenzione inferiore rispetto a un sistema a catena quando l'albero di trasmissione è racchiuso in un tubo.
- Prestazioni più coerenti. Dynamic Bicycles afferma che una bicicletta con albero di trasmissione può offrire un'efficienza del 94%, mentre una bici con trasmissione a catena può offrire un'efficienza del 75-97% in base alle condizioni.

### Svantaggi
- Un sistema di alberi cardanici pesa di più di un sistema a catena, solitamente 0,5–1 kg più pesante.
- Molti dei vantaggi dichiarati dai sostenitori dell'albero di trasmissione possono essere raggiunti su una bicicletta a catena, come la copertura della catena e dei pignoni.
- L'uso di ingranaggi deragliatori leggeri con un elevato numero di rapporti è impossibile, sebbene si possano usare ingranaggi del mozzo.
- La rimozione delle ruote può essere complicata in alcuni progetti (come per alcune biciclette a catena con ingranaggi del mozzo).

## Albero cardanico
Gli alberi di trasmissione sono un metodo per trasferire la potenza da un motore o una presa di forza (PTO) a un equipaggiamento accessorio montato sul veicolo, come un compressore d'aria. Gli alberi di trasmissione vengono utilizzati quando non c'è spazio sufficiente accanto al motore per l'accessorio aggiuntivo; l'albero colma il divario tra la PTO del motore e l'accessorio, consentendo all'accessorio di essere montato altrove sul veicolo.

## Produzione dell'albero motore
Oggi esistono nuove possibilità per il processo di produzione di alberi di trasmissione. Il processo di produzione dell'avvolgimento del filamento sta guadagnando popolarità per la creazione di alberi di trasmissione compositi. Diverse aziende del settore automobilistico stanno cercando di adottare questa conoscenza per il loro processo di produzione ad alto volume.